# Bülow (adelsslægt)
 For alternative betydninger, se Bülow. (Se også artikler, som begynder med Bülow)
Slægten (von) Bülow er en gammel tysk adelsslægt fra Mecklenburg. Det er en enstammet familie, der nedstammer fra ridder Gottfried von Bülow (Godofridus de Bulowe), der nævnes 1229.
Den er med tiden også blevet dansk, og blev naturaliseret som dansk adel i 1777 og adskillige gange siden. Slægten er meget talrig, både i oprindelseslandet og i Danmark. I Danmark har slægten især markeret sig som officersslægt.
Familienavnet Bülow stammer fra Bülow ved Rehna i Mecklenburg, i dag en del af Königsfeld. I det område kaldes fuglen Pirol for Bülowfuglen, da den indgår i topstykket af familievåbnet. Ordet er oprindeligt slavisk.
Et af slægten Bülows familiegravsteder befinder sig på Friedhof der Zwölf-Apostel-Gemeinde i Berlin-Schöneberg.

## Standsforfremmelser
- Tysk rigsfriherre
- Naturalisation som dansk adel 1777 og flere gange senere
- Bernhard von Bülow (1849-1929), tysk rigskansler, blev preussisk greve 1899 og fyrste 1905

## Historie

### Linjen Wedendorf-Goldenbow-Kobrow
Joachim von Bülow indkom til Danmark sidst i det 16. århundrede.

### Linjen Wedendorf-Bristow-Mariagerkloster
Kom til Danmark i slutninen af det 17. århundrede. Ved trende kongelige åbne breve af 9. oktober 1885 er henholdsvis pastor Frederik Rudbeck Christian Bülow og forpagter Frederik Rudbeck Henrik Bülow optaget i den danske adel.

### Linjen Wedendorf-Bristow
Har fælles stamfader i Danmark med den foregående linje. Brødrene Harald Vilhelm og Frederik Vilhelm Bülow naturaliseredes 17. maj 1881, Johan Franz Adam Bülow 9. september 1904 og løjtnant, jernbaneassistent Frederik Otto Christian Bülows 2 børn, Peter Otto Bülow og Marie Cecilie Bülow 3. oktober 1904.

### Linjen Radum-Tøistrup
Ved kongeligt åbent brev af 9. oktober 1885 er de da i Norge levende ægte agnatiske efterkommere af den 1712 ved Gadebusch faldne danske generalmajor Reimar Hans von Bülow optaget i den danske adel.

### Linjen Plüskow-Kogel
Kom til Danmark i begyndelsen af det 18. århundrede. Kammerjunker Carl Theodor Leonhard von Bülow naturaliseredes 26. september 1877. Nelly Amalie, Franz Johan Carl Johan Frederik og Francisca Marie Bülow den 25. september 1878.

### Linjen Plüskow-Aggerupgaard-Bjørnemose
Kom til Danmark i begyndelsen af det 18. århundrede. Godsforvalter Eiler Frederik Vilhelm Bülow naturaliseredes 28. november 1873, forpagter Carl Wilhelm Emil Bülow 9. september 1892.

### Linjen Plüskow-Andrupgaard
Har fælles stamfader i Danmark med den foregående linje. Toldforvalter Frederik Christian Bülow blev naturaliseret 28. november 1873, rådmand Frederik Christoffer Bülow og ritmester Christen Mathias Ludvig Bülow 25. september 1878, inspektør Anthon Nicolai Bülow 15. oktober 1885, premierløjtnant Frantz Christopher Eichstedt Bülow 11. oktober 1885 og materialforvalter Viggo Rosenkrantz Bülow 10. april 1893

## Steder knyttet til slægten
- Bülowsvej på Frederiksberg (1852), opkaldt efter inspektør ved Ladegården og rådmand i København Frederik Christoffer Bülow
- Bülowsvej i Helsingør (1905), opkaldt efter generalløjtnant Frederik Bülow
- Bülowsvej på Sjællands Odde (ca. 1963), opkaldt efter cand. polyt Niels Bülow